# Кунач (Ливенский район)
Кунач — село в Ливенском районе Орловской области России. 
Входит в Галическое сельское поселение в рамках организации местного самоуправления и в Галический сельсовет в рамках административно-территориального устройства.

## География
Расположено в 11 км к востоку от райцентра, города Ливны, и в 131 км к юго-востоку от центра города Орёл.
В 3 км к западу находится центр сельского поселения (сельсовета) — село Успенское.

## Население
| 2002 | 2010 |
| ---- | ---- |
| 596  | ↘527 |

Согласно результатам переписи 2002 года, в национальной структуре населения русские составляли 95 % от жителей.